# Seznam kenijskih pesnikov
Seznam kenijskih pesnikov.

## A
- Abdilatif Abdalla
- Jared Angira

## G
- Ndungi Githuku

## I
- Francis Imbuga

## L
- Muthoni Likimani

## M
- David Maillu
- Micere Mugo

## T
- Bahadur Tejani